# Ponte Augusto
Il Ponte Augusto è un ponte ad arco che attraversa il fiume Elba a Dresda, collegando i quartieri Innere Neustadt a nord (riva sinistra) con il centro storico della città a sud (riva destra).

## Storia

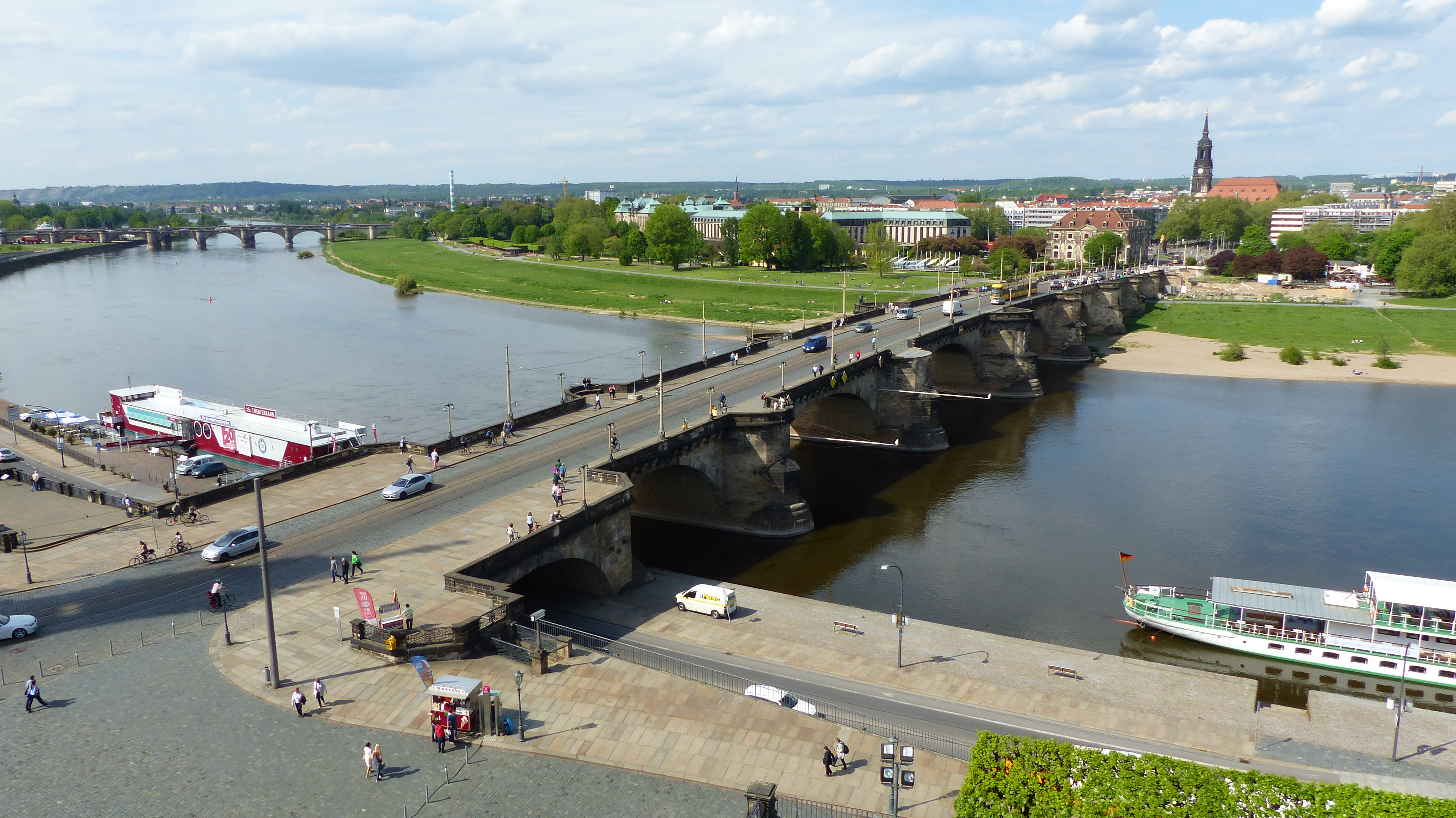
Vista dall'alto del ponte

Il primo ponte è attribuito al capomastro Matthaeus Focius, che lo realizzò intorno al 1230.
Nel 1287 viene menzionato per la prima volta un ponte ad arco in pietra con 24 pilastri e 23 archi. Il ponte aveva una larghezza di 7,20 metri e una lunghezza di 561 metri. Con queste dimensioni era all'epoca  considerato il ponte a volta tra i più lunghi d'Europa.
La costruzione aveva, tra l'altro, due campate centrali in legno che costituivano un ponte levatoio. Il motivo di questa caratteristica era la possibilità di bruciare il ponte levatoio per difendere la città.
Durante la ricostruzione delle fortificazioni, tra il 1534 e il 1547, sotto l'Elettore  Maurizio, furono realizzati cinque pilastri e quattro archi che sono ancora conservati al di sotto della Georgentor. 
Sotto re Augusto II il Forte, fu costruito un nuovo ponte ad arco in pietra arenaria composto da 12 archi tra il 1727 e il 1731. 
Questo ponte fu sostituito da quello attuale, anch'esso in arenaria e costruito tra il 1907 e il 1910, composto da 9 archi e progettato da Wilhelm Kreis e Hermann Klette.
Il ponte è attraversato da tre linee di tram della Dresdner Verkehrsbetriebe.